# Li Chun

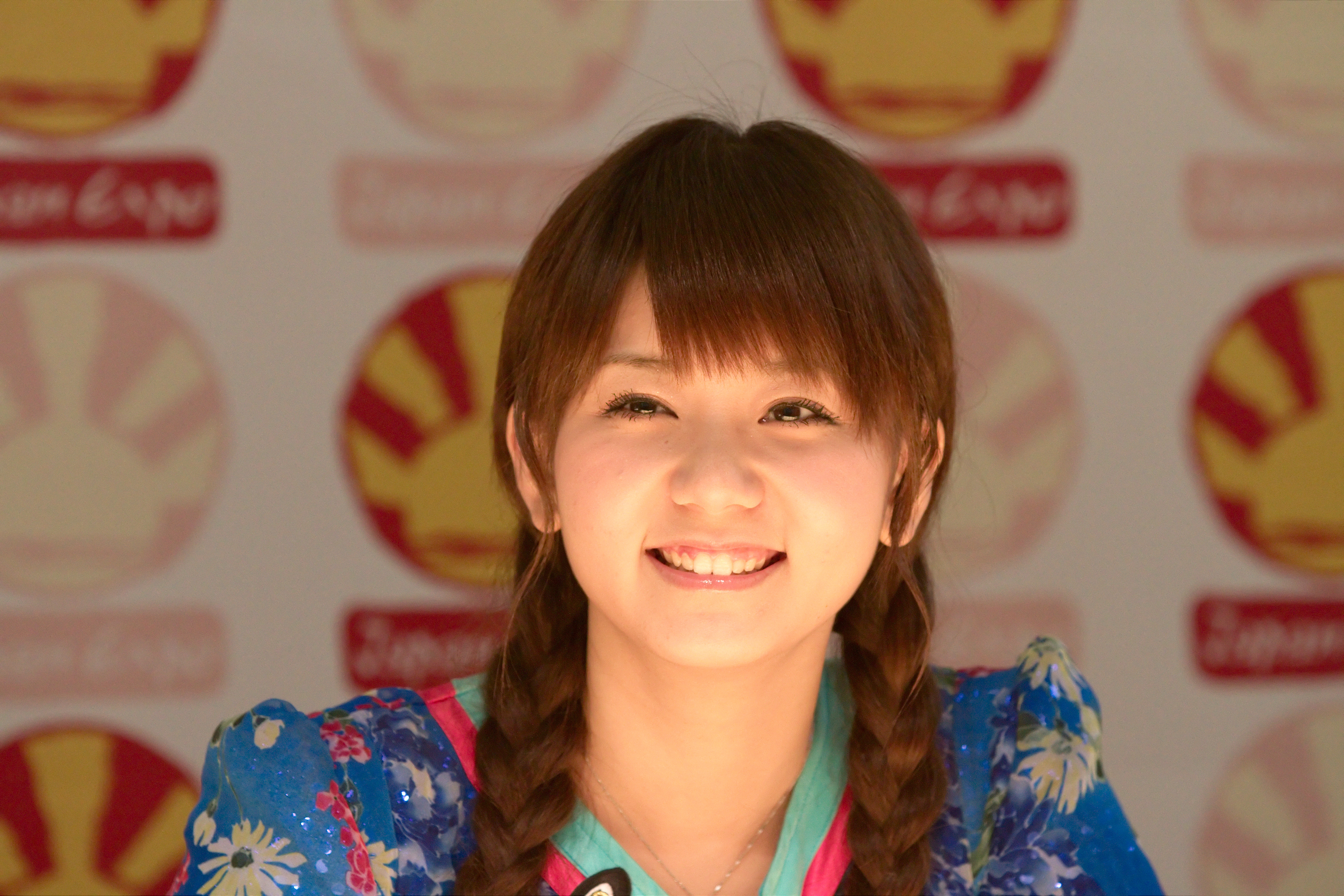
Li Chun (2010)

Li Chun (chinesisch 李純 / 李纯, Pinyin Lǐ Chún; * 11. Februar 1988 in Hunan, Volksrepublik China), in Japan auch besser bekannt als Junjun (ジュンジュン) war Mitglied der J-Pop-Girlgroup Morning Musume. Sie wurde am 15. März 2007 als Mitglied der 8. Generation angekündigt. Li Chun und Qian Lin sind in Morning Musume bisher die einzigen ausländischen Mitglieder, die je aufgenommen wurden. Li Chun ist eines der wenigen Ex-Mitglieder von Morning Musume, die fließend Englisch sprechen können.

## Biografie
2006 nahm Li Chun am chinesischen Super-Girl-Wettbewerb teil und schaffte es in die Top 50, gewann jedoch nicht.
Kurz darauf kontaktierte Tsunku sie und weitere Teilnehmerinnen des Super-Girl-Wettbewerbs, die nicht gewannen. Die Mädchen nahmen in Peking an einem Vorsingen für Morning Musume teil.
Im März 2007 traten Li Chun und Qian Lin schließlich Morning Musume bei. Tsunku sah in den beiden Morning Musumes große Chance sich auf dem asiatischen Markt zu etablieren.
Am 15. Dezember 2010 verließ Li Chun zusammen mit Qian Lin und Eri Kamei Morning Musume.
Mittlerweile führt sie in China eine erfolgreiche Karriere als Schauspielerin und besucht eine Filmakademie in Peking.

## Gruppe/Units
- Morning Musume (2007+)
- Zoku V-u-den (2009+)

## Musicals
- 2008: Cinderella The Musical
- 2010: Fashionable

## Dorama
- 2010: Dream a dream return place (web drama, Shanghai Expo 2010)